# Llista de topònims de Sora
Llista de topònims (noms propis de lloc) del municipi de Sora, a Osona
Informació actualitzada per un bot. Els canvis manuals es perdran quan s'actualitzi!

## casa
| imatge | Nom         | Ubicat a | instància de | Detalls                     | coordenades                                          | Protecció                                  | Commons (més fotos) | Dades a WD                    |
| ------ | ----------- | -------- | ------------ | --------------------------- | ---------------------------------------------------- | ------------------------------------------ | ------------------- | ----------------------------- |
|        | Cal Ferrer  | Sora     | casa         | Estil: arquitectura popular | 42° 06′ 41″ N, 2° 09′ 35″ E / 42.111359°N,2.159699°E | bé integrant del patrimoni cultural català |                     | Modifica les dades a Wikidata |
|        | Cal Flaquer | Sora     | casa         | Estil: arquitectura popular | 42° 06′ 43″ N, 2° 09′ 36″ E / 42.111943°N,2.159882°E | bé integrant del patrimoni cultural català |                     | Modifica les dades a Wikidata |
|        | Can Cruet   | Sora     | casa         | Estil: arquitectura popular | 42° 06′ 45″ N, 2° 09′ 39″ E / 42.112417°N,2.160907°E | bé integrant del patrimoni cultural català |                     | Modifica les dades a Wikidata |

## entitat singular de població
| imatge | Nom         | Ubicat a | instància de                                                                   | Detalls | coordenades                                                                  | Protecció | Commons (més fotos) | Dades a WD                    |
| ------ | ----------- | -------- | ------------------------------------------------------------------------------ | ------- | ---------------------------------------------------------------------------- | --------- | ------------------- | ----------------------------- |
|        | Cussons     | Sora     | entitat singular de població                                                   | 46 hab  | 42° 05′ 54″ N, 2° 11′ 36″ E / 42.098238832149°N,2.193465707442°E 639 msnm    |           |                     | Modifica les dades a Wikidata |
|        | Sora        | Sora     | entitat singular de població capital municipal ens local històric de Catalunya | 156 hab | 42° 06′ 43″ N, 2° 09′ 42″ E / 42.111847°N,2.16156838°E 706 msnm              |           |                     | Modifica les dades a Wikidata |
|        | el Serradet | Sora     | entitat singular de població                                                   | 17 hab  | 42° 05′ 55″ N, 2° 12′ 13″ E / 42.0985852082101°N,2.20355488750035°E 603 msnm |           |                     | Modifica les dades a Wikidata |

## església
| imatge | Nom                                | Ubicat a | instància de     | Detalls                      | coordenades                                          | Protecció                                  | Commons (més fotos) | Dades a WD                    |
| ------ | ---------------------------------- | -------- | ---------------- | ---------------------------- | ---------------------------------------------------- | ------------------------------------------ | ------------------- | ----------------------------- |
|        | Mare de Déu de l'Assumpció de Sora | Sora     | església capella | Estil: arquitectura popular  |                                                      | bé integrant del patrimoni cultural català |                     | Modifica les dades a Wikidata |
|        | Sant Joan del Noguer               | Sora     | església         | Estil: arquitectura romànica | 42° 07′ 12″ N, 2° 10′ 45″ E / 42.120045°N,2.179258°E | bé integrant del patrimoni cultural català |                     | Modifica les dades a Wikidata |
|        | Sant Pere al Puig                  | Sora     | església         |                              | 42° 06′ 05″ N, 2° 11′ 42″ E / 42.10129°N,2.19487°E   | bé integrant del patrimoni cultural català |                     | Modifica les dades a Wikidata |
|        | Sant Pere de Sora                  | Sora     | església         | Estil: neoclassicisme        | 42° 06′ 45″ N, 2° 09′ 39″ E / 42.112565°N,2.160851°E | bé cultural d'interès local                | Sant Pere de Sora   | Modifica les dades a Wikidata |

## masia
| imatge | Nom                                       | Ubicat a | instància de | Detalls                                  | coordenades                                                                                 | Protecció                                  | Commons (més fotos) | Dades a WD                    |
| ------ | ----------------------------------------- | -------- | ------------ | ---------------------------------------- | ------------------------------------------------------------------------------------------- | ------------------------------------------ | ------------------- | ----------------------------- |
|        | Angelats                                  | Sora     | masia        | Estil: arquitectura popular              | 42° 06′ 49″ N, 2° 10′ 59″ E / 42.11359°N,2.183015°E                                         | bé integrant del patrimoni cultural català |                     | Modifica les dades a Wikidata |
|        | Cal Barber                                | Sora     | masia        |                                          | 42° 06′ 40″ N, 2° 09′ 36″ E / 42.1112442780835°N,2.16005756915794°E                         |                                            |                     | Modifica les dades a Wikidata |
|        | Cal Bernardí                              | Sora     | masia        | Estil: arquitectura popular              | 42° 05′ 26″ N, 2° 09′ 31″ E / 42.090459°N,2.158648°E                                        | bé integrant del patrimoni cultural català |                     | Modifica les dades a Wikidata |
|        | Cal Jan                                   | Sora     | masia        | Estil: arquitectura popular              | 42° 05′ 15″ N, 2° 09′ 20″ E / 42.087454°N,2.155435°E                                        | bé integrant del patrimoni cultural català |                     | Modifica les dades a Wikidata |
|        | Cal Mateu                                 | Sora     | masia        | Estil: arquitectura popular              | 42° 05′ 13″ N, 2° 09′ 14″ E / 42.087037°N,2.153826°E                                        | bé integrant del patrimoni cultural català |                     | Modifica les dades a Wikidata |
|        | Cal Met                                   | Sora     | masia        | Estil: arquitectura popular              | 42° 06′ 18″ N, 2° 11′ 43″ E / 42.105119°N,2.195388°E                                        | bé integrant del patrimoni cultural català |                     | Modifica les dades a Wikidata |
|        | Cal Riera                                 | Sora     | masia        | Estil: arquitectura popular              | 42° 06′ 35″ N, 2° 08′ 53″ E / 42.109598°N,2.14803°E                                         | bé integrant del patrimoni cultural català |                     | Modifica les dades a Wikidata |
|        | Cal Teixidor                              | Sora     | masia        |                                          | 42° 06′ 39″ N, 2° 09′ 36″ E / 42.1109473614184°N,2.16009777629123°E                         |                                            |                     | Modifica les dades a Wikidata |
|        | Cal Traginer                              | Sora     | masia        | Estil: arquitectura popular              | 42° 06′ 35″ N, 2° 08′ 51″ E / 42.109623°N,2.147486°E                                        | bé integrant del patrimoni cultural català |                     | Modifica les dades a Wikidata |
|        | Can Bussoms                               | Sora     | masia        | Estil: arquitectura popular              | 42° 05′ 42″ N, 2° 09′ 50″ E / 42.095094°N,2.163847°E                                        | bé integrant del patrimoni cultural català |                     | Modifica les dades a Wikidata |
|        | Can Coll                                  | Sora     | masia        | Estil: arquitectura popular              | 42° 06′ 11″ N, 2° 10′ 20″ E / 42.103081°N,2.172256°E                                        | bé integrant del patrimoni cultural català |                     | Modifica les dades a Wikidata |
|        | Can Coromines                             | Sora     | masia        | Estil: arquitectura popular              | 42° 06′ 37″ N, 2° 09′ 36″ E / 42.11027°N,2.160123°E                                         | bé integrant del patrimoni cultural català |                     | Modifica les dades a Wikidata |
|        | Can Fèlix                                 | Sora     | masia        |                                          | 42° 06′ 44″ N, 2° 09′ 36″ E / 42.1123331493438°N,2.15993432904017°E                         |                                            |                     | Modifica les dades a Wikidata |
|        | Can Joncar                                | Sora     | masia        |                                          | 42° 06′ 27″ N, 2° 11′ 13″ E / 42.1076369835625°N,2.18690771375215°E                         |                                            |                     | Modifica les dades a Wikidata |
|        | Can Juandó                                | Sora     | masia        | Estil: arquitectura popular              | 42° 06′ 21″ N, 2° 11′ 43″ E / 42.105904°N,2.195324°E                                        | bé integrant del patrimoni cultural català |                     | Modifica les dades a Wikidata |
|        | Can Pala                                  | Sora     | masia        |                                          | 42° 06′ 01″ N, 2° 11′ 58″ E / 42.1002675838654°N,2.19940991316215°E                         |                                            |                     | Modifica les dades a Wikidata |
|        | Can Ramonet                               | Sora     | masia        |                                          | 42° 05′ 49″ N, 2° 11′ 13″ E / 42.0969729846562°N,2.18685047049131°E                         |                                            |                     | Modifica les dades a Wikidata |
|        | Can Sangles                               | Sora     | masia        |                                          | 42° 05′ 22″ N, 2° 09′ 33″ E / 42.0893795101368°N,2.15920949260948°E                         |                                            |                     | Modifica les dades a Wikidata |
|        | Casaramona                                | Sora     | masia        | Estil: arquitectura popular              | 42° 05′ 56″ N, 2° 10′ 19″ E / 42.098778°N,2.171959°E                                        | bé integrant del patrimoni cultural català |                     | Modifica les dades a Wikidata |
|        | Colldecamps                               | Sora     | masia        |                                          | 42° 05′ 37″ N, 2° 12′ 40″ E / 42.0937294964436°N,2.21119755829495°E 659 msnm                |                                            |                     | Modifica les dades a Wikidata |
|        | Coromines                                 | Sora     | masia        | Estil: arquitectura popular              | 42° 06′ 43″ N, 2° 10′ 17″ E / 42.112008°N,2.171289°E                                        | bé integrant del patrimoni cultural català |                     | Modifica les dades a Wikidata |
|        | Ginestet                                  | Sora     | masia        |                                          | 42° 06′ 17″ N, 2° 12′ 01″ E / 42.1046141145989°N,2.200189744616°E                           |                                            |                     | Modifica les dades a Wikidata |
|        | Mas Rocafiguera                           | Sora     | masia        |                                          | 42° 07′ 33″ N, 2° 08′ 56″ E / 42.125754°N,2.148766°E ca:A 3 km del raval direcció nord-oest | bé integrant del patrimoni cultural català |                     | Modifica les dades a Wikidata |
|        | Mas Rovira                                | Sora     | masia        |                                          | 42° 05′ 51″ N, 2° 10′ 00″ E / 42.0974584997639°N,2.16664884642605°E                         |                                            |                     | Modifica les dades a Wikidata |
|        | Mas Sant Joan                             | Sora     | masia        | Estil: arquitectura popular 17th century | 42° 06′ 56″ N, 2° 08′ 16″ E / 42.115596°N,2.137786°E 640 msnm                               | bé integrant del patrimoni cultural català |                     | Modifica les dades a Wikidata |
|        | Mas d'Amunt                               | Sora     | masia        | Estil: arquitectura popular 18th century | 42° 06′ 56″ N, 2° 08′ 16″ E / 42.115596°N,2.137786°E 749 msnm                               | bé integrant del patrimoni cultural català |                     | Modifica les dades a Wikidata |
|        | Masnou                                    | Sora     | masia        |                                          | 42° 05′ 31″ N, 2° 10′ 29″ E / 42.091919°N,2.17483°E                                         |                                            |                     | Modifica les dades a Wikidata |
|        | Passabant                                 | Sora     | masia        | Estil: arquitectura popular              | 42° 06′ 29″ N, 2° 10′ 56″ E / 42.10805°N,2.182234°E                                         | bé integrant del patrimoni cultural català |                     | Modifica les dades a Wikidata |
|        | Pla Morell                                | Sora     | masia        | Estil: arquitectura popular              | 42° 06′ 18″ N, 2° 10′ 42″ E / 42.104927°N,2.178452°E                                        | bé integrant del patrimoni cultural català |                     | Modifica les dades a Wikidata |
|        | Portell Estret                            | Sora     | masia        | Estil: arquitectura popular              | 42° 05′ 11″ N, 2° 10′ 12″ E / 42.086412°N,2.170085°E                                        | bé integrant del patrimoni cultural català |                     | Modifica les dades a Wikidata |
|        | Sant Pere al Pla                          | Sora     | masia        | Estil: arquitectura popular 19th century | 42° 05′ 37″ N, 2° 12′ 11″ E / 42.093579°N,2.20314°E 636 msnm                                | bé integrant del patrimoni cultural català |                     | Modifica les dades a Wikidata |
|        | Sant Pere en Puig                         | Sora     | masia        | Estil: arquitectura popular 17th century | 42° 05′ 47″ N, 2° 11′ 14″ E / 42.096492°N,2.187328°E 687 msnm                               | bé integrant del patrimoni cultural català |                     | Modifica les dades a Wikidata |
|        | Solallong                                 | Sora     | masia        | Estil: arquitectura popular              | 42° 05′ 24″ N, 2° 11′ 46″ E / 42.09009°N,2.196116°E                                         | bé integrant del patrimoni cultural català |                     | Modifica les dades a Wikidata |
|        | Soleràs                                   | Sora     | masia        |                                          | 42° 06′ 01″ N, 2° 10′ 40″ E / 42.1002142764585°N,2.17785979925154°E                         |                                            |                     | Modifica les dades a Wikidata |
|        | Tarradelles de Dalt i Tarradelles de Baix | Sora     | masia        | Estil: arquitectura popular              | 42° 06′ 45″ N, 2° 08′ 47″ E / 42.112553°N,2.146302°E                                        | bé integrant del patrimoni cultural català |                     | Modifica les dades a Wikidata |
|        | Terradelles de Baix                       | Sora     | masia        |                                          | 42° 06′ 42″ N, 2° 08′ 43″ E / 42.1115862224331°N,2.1453809160024°E                          |                                            |                     | Modifica les dades a Wikidata |
|        | Terradelles de Dalt                       | Sora     | masia        |                                          | 42° 06′ 45″ N, 2° 08′ 46″ E / 42.1123935636157°N,2.14615630301663°E                         |                                            |                     | Modifica les dades a Wikidata |
|        | Tubau                                     | Sora     | masia        |                                          | 42° 07′ 09″ N, 2° 11′ 06″ E / 42.119069944089°N,2.18491069451981°E                          |                                            |                     | Modifica les dades a Wikidata |
|        | Vila-solana                               | Sora     | masia        |                                          | 42° 06′ 53″ N, 2° 08′ 49″ E / 42.1147420969037°N,2.14708038923431°E                         |                                            |                     | Modifica les dades a Wikidata |
|        | Vilademunt                                | Sora     | masia        | Estil: arquitectura popular              | 42° 07′ 20″ N, 2° 09′ 49″ E / 42.122148°N,2.16367°E                                         | bé integrant del patrimoni cultural català |                     | Modifica les dades a Wikidata |
|        | Viladevall                                | Sora     | masia        | Estil: arquitectura popular              | 42° 07′ 18″ N, 2° 09′ 49″ E / 42.121679°N,2.163549°E                                        | bé integrant del patrimoni cultural català |                     | Modifica les dades a Wikidata |
|        | el Boixader                               | Sora     | masia        | Estil: arquitectura popular              | 42° 07′ 36″ N, 2° 09′ 08″ E / 42.126564°N,2.152094°E                                        | bé integrant del patrimoni cultural català |                     | Modifica les dades a Wikidata |
|        | el Camps                                  | Sora     | masia        | Estil: arquitectura popular              | 42° 07′ 20″ N, 2° 11′ 09″ E / 42.122094°N,2.185846°E                                        | bé integrant del patrimoni cultural català |                     | Modifica les dades a Wikidata |
|        | el Casal                                  | Sora     | masia        | Estil: arquitectura popular 19th century | 42° 06′ 04″ N, 2° 12′ 04″ E / 42.10124°N,2.200988°E ca:Camí de Ginestet, Serradet 635 msnm  | bé integrant del patrimoni cultural català |                     | Modifica les dades a Wikidata |
|        | el Corral                                 | Sora     | masia        |                                          | 42° 06′ 40″ N, 2° 12′ 04″ E / 42.1112042152771°N,2.20111083877402°E                         |                                            |                     | Modifica les dades a Wikidata |
|        | el Francas                                | Sora     | masia        | Estil: arquitectura popular              | 42° 06′ 39″ N, 2° 12′ 14″ E / 42.110776°N,2.20392°E 620 msnm                                | bé integrant del patrimoni cultural català |                     | Modifica les dades a Wikidata |
|        | el Güell                                  | Sora     | masia        | Estil: arquitectura popular              | 42° 06′ 29″ N, 2° 09′ 45″ E / 42.107917°N,2.162539°E                                        | bé integrant del patrimoni cultural català |                     | Modifica les dades a Wikidata |
|        | el Mas                                    | Sora     | masia        |                                          | 42° 06′ 12″ N, 2° 11′ 29″ E / 42.1033102338676°N,2.19148622599233°E                         |                                            |                     | Modifica les dades a Wikidata |
|        | el Prat de ses Codines                    | Sora     | masia        | Estil: arquitectura popular              | 42° 07′ 15″ N, 2° 11′ 31″ E / 42.120934°N,2.191861°E                                        | bé integrant del patrimoni cultural català |                     | Modifica les dades a Wikidata |
|        | el Puig                                   | Sora     | masia        | Estil: arquitectura popular              | 42° 06′ 04″ N, 2° 11′ 41″ E / 42.101236°N,2.194675°E                                        | bé integrant del patrimoni cultural català |                     | Modifica les dades a Wikidata |
|        | el Pujot                                  | Sora     | masia        |                                          | 42° 07′ 06″ N, 2° 10′ 44″ E / 42.118342744899°N,2.17891988288335°E                          |                                            |                     | Modifica les dades a Wikidata |
|        | el Rocal                                  | Sora     | masia        |                                          | 42° 06′ 20″ N, 2° 09′ 32″ E / 42.1055622037045°N,2.15895940422006°E 558 msnm                |                                            |                     | Modifica les dades a Wikidata |
|        | els Emprius                               | Sora     | masia        |                                          | 42° 07′ 03″ N, 2° 11′ 09″ E / 42.1175281994067°N,2.18594659128501°E                         |                                            |                     | Modifica les dades a Wikidata |
|        | l'Espadaler                               | Sora     | masia        | Estil: arquitectura popular              | 42° 05′ 52″ N, 2° 11′ 55″ E / 42.097746°N,2.198538°E                                        | bé integrant del patrimoni cultural català |                     | Modifica les dades a Wikidata |
|        | l'Hostal                                  | Sora     | masia        | Estil: arquitectura popular              | 42° 06′ 38″ N, 2° 09′ 36″ E / 42.110636°N,2.159993°E                                        | bé integrant del patrimoni cultural català |                     | Modifica les dades a Wikidata |
|        | la Bauma                                  | Sora     | masia        |                                          | 42° 05′ 55″ N, 2° 09′ 07″ E / 42.0986476577764°N,2.15193993212151°E                         |                                            |                     | Modifica les dades a Wikidata |
|        | la Casanova                               | Sora     | masia        |                                          | 42° 07′ 43″ N, 2° 10′ 48″ E / 42.1285646381491°N,2.18013087099935°E                         |                                            |                     | Modifica les dades a Wikidata |
|        | la Corbatera                              | Sora     | masia        |                                          | 42° 05′ 23″ N, 2° 09′ 29″ E / 42.0897140979584°N,2.15816519714754°E                         |                                            |                     | Modifica les dades a Wikidata |
|        | la Mata                                   | Sora     | masia        | Estil: arquitectura popular              | 42° 05′ 41″ N, 2° 09′ 55″ E / 42.094807°N,2.165181°E                                        | bé integrant del patrimoni cultural català |                     | Modifica les dades a Wikidata |
|        | la Pastora                                | Sora     | masia        |                                          | 42° 05′ 29″ N, 2° 09′ 36″ E / 42.0913026522791°N,2.15986123934133°E                         |                                            |                     | Modifica les dades a Wikidata |
|        | la Plaça                                  | Sora     | masia        | Estil: arquitectura popular              | 42° 06′ 49″ N, 2° 09′ 36″ E / 42.113643°N,2.160133°E                                        | bé integrant del patrimoni cultural català |                     | Modifica les dades a Wikidata |
|        | la Posa                                   | Sora     | masia        | Estil: arquitectura popular              | 42° 07′ 13″ N, 2° 10′ 15″ E / 42.120151°N,2.170773°E                                        | bé integrant del patrimoni cultural català |                     | Modifica les dades a Wikidata |
|        | la Rectoria                               | Sora     | masia        |                                          | 42° 06′ 44″ N, 2° 09′ 45″ E / 42.1120915273385°N,2.1626107012421°E                          |                                            |                     | Modifica les dades a Wikidata |
|        | la Sala                                   | Sora     | masia        | Estil: arquitectura popular              | 42° 06′ 23″ N, 2° 08′ 51″ E / 42.106312°N,2.147582°E                                        | bé integrant del patrimoni cultural català |                     | Modifica les dades a Wikidata |
|        | la Talaia                                 | Sora     | masia        | Estil: arquitectura popular              | 42° 06′ 34″ N, 2° 09′ 30″ E / 42.109341°N,2.158356°E                                        | bé integrant del patrimoni cultural català |                     | Modifica les dades a Wikidata |
|        | la Vila d'Avall                           | Sora     | masia        |                                          | 42° 07′ 08″ N, 2° 09′ 48″ E / 42.1189336010116°N,2.1634641967468°E                          |                                            |                     | Modifica les dades a Wikidata |
|        | la Vinyola                                | Sora     | masia        | Estil: arquitectura popular              | 42° 06′ 47″ N, 2° 09′ 07″ E / 42.113038°N,2.152008°E                                        | bé integrant del patrimoni cultural català |                     | Modifica les dades a Wikidata |
|        | les Cases                                 | Sora     | masia        | Estil: arquitectura popular              | 42° 06′ 15″ N, 2° 09′ 21″ E / 42.104195°N,2.155734°E                                        | bé integrant del patrimoni cultural català |                     | Modifica les dades a Wikidata |
|        | les Casulles                              | Sora     | masia        |                                          | 42° 06′ 06″ N, 2° 10′ 52″ E / 42.101660591844°N,2.18111855214798°E                          |                                            |                     | Modifica les dades a Wikidata |
|        | les Escoles                               | Sora     | masia        |                                          | 42° 05′ 49″ N, 2° 11′ 50″ E / 42.0969024528108°N,2.197299693927°E                           |                                            |                     | Modifica les dades a Wikidata |
|        | les Sorts                                 | Sora     | masia        |                                          | 42° 06′ 10″ N, 2° 09′ 42″ E / 42.1028718904743°N,2.16177660295913°E                         |                                            |                     | Modifica les dades a Wikidata |
|        | les Viles                                 | Sora     | masia        |                                          | 42° 07′ 21″ N, 2° 09′ 58″ E / 42.1224109161651°N,2.16605577650587°E                         |                                            |                     | Modifica les dades a Wikidata |

## molí d'aigua
| imatge | Nom             | Ubicat a | instància de      | Detalls                     | coordenades                                         | Protecció                                  | Commons (més fotos) | Dades a WD                    |
| ------ | --------------- | -------- | ----------------- | --------------------------- | --------------------------------------------------- | ------------------------------------------ | ------------------- | ----------------------------- |
|        | Molí de Cussons | Sora     | molí d'aigua      | Estil: arquitectura popular |                                                     | bé integrant del patrimoni cultural català |                     | Modifica les dades a Wikidata |
|        | Molí de Sora    | Sora     | molí d'aigua molí | Estil: arquitectura popular | 42° 06′ 32″ N, 2° 09′ 11″ E / 42.108885°N,2.15304°E | bé integrant del patrimoni cultural català |                     | Modifica les dades a Wikidata |

## muntanya
| imatge | Nom                      | Ubicat a                     | instància de | Detalls | coordenades                                                                                               | Protecció | Commons (més fotos)                 | Dades a WD                    |
| ------ | ------------------------ | ---------------------------- | ------------ | ------- | --- | --------- | ----------------------------------- | ----------------------------- |
|        | Puig Ventós              | Sora                         | muntanya     |         | 42° 05′ 23″ N, 2° 12′ 20″ E / 42.0896°N,2.20559°E 704.7 msnm                                              |           |                                     | Modifica les dades a Wikidata |
|        | Serrat Gran              | Sora                         | muntanya     |         | 42° 06′ 38″ N, 2° 11′ 24″ E / 42.11066667°N,2.19009444°E 811.9 msnm                                       |           |                                     | Modifica les dades a Wikidata |
|        | Trema-roques             | Sora                         | muntanya     |         | 42° 07′ 46″ N, 2° 08′ 36″ E / 42.12945278°N,2.14336111°E 922.2 msnm                                       |           |                                     | Modifica les dades a Wikidata |
|        | Turó de Sora             | Sora                         | muntanya     |         | 42° 07′ 00″ N, 2° 09′ 22″ E / 42.11658889°N,2.15599167°E 791.4 msnm                                       |           |                                     | Modifica les dades a Wikidata |
|        | Turó de la Mala Cinglera | les Llosses Sora             | muntanya     |         | 42° 08′ 07″ N, 2° 10′ 50″ E / 42.1352°N,2.18064°E 985.4 msnm                                              |           |                                     | Modifica les dades a Wikidata |
|        | el Castell de Boixader   | Sora                         | muntanya     |         | 42° 07′ 26″ N, 2° 09′ 29″ E / 42.124°N,2.15808°E 951.6 msnm                                               |           |                                     | Modifica les dades a Wikidata |
|        | els Munts                | Sant Agustí de Lluçanès Sora | muntanya     |         | 42° 04′ 43″ N, 2° 09′ 12″ E / 42.0787263425°N,2.15328121534°E ca:Sector est del terme municipal 1057 msnm |           | Els Munts (Sant Agustí de Lluçanès) | Modifica les dades a Wikidata |

## serra
| imatge | Nom                    | Ubicat a         | instància de | Detalls | coordenades                                                   | Protecció | Commons (més fotos) | Dades a WD                    |
| ------ | ---------------------- | ---------------- | ------------ | ------- | ------------------------------------------------------------- | --------- | ------------------- | ----------------------------- |
|        | serra de Sovelles      | les Llosses Sora | serra        |         | 42° 08′ 07″ N, 2° 09′ 47″ E / 42.1352°N,2.1631°E 1072.4 msnm  |           |                     | Modifica les dades a Wikidata |
|        | serrat de les Falgoses | les Llosses Sora | serra        |         | 42° 08′ 08″ N, 2° 09′ 19″ E / 42.1356°N,2.15521°E 1072.4 msnm |           |                     | Modifica les dades a Wikidata |

## túnel
| imatge | Nom                  | Ubicat a | instància de | Detalls | coordenades                                                         | Protecció | Commons (més fotos) | Dades a WD                    |
| ------ | -------------------- | -------- | ------------ | ------- | ------------------------------------------------------------------- | --------- | ------------------- | ----------------------------- |
|        | Túnel de Ginestet    | Sora     | túnel        |         | 42° 06′ 45″ N, 2° 12′ 05″ E / 42.1126379602828°N,2.20135894442269°E |           |                     | Modifica les dades a Wikidata |
|        | Túnel de les Codines | Sora     | túnel        |         | 42° 06′ 58″ N, 2° 12′ 01″ E / 42.1161880997366°N,2.20029825240591°E |           |                     | Modifica les dades a Wikidata |

## Misc
| imatge | Nom                            | Ubicat a        | instància de       | Detalls                                  | coordenades | Protecció                                            | Commons (més fotos) | Dades a WD                    |
| ------ | ------------------------------ | --------------- | ------------------ | ---------------------------------------- | --- | ---------------------------------------------------- | ------------------- | ----------------------------- |
|        | Castell de Duocastella         | Sora            | castell            |                                          | 42° 07′ 26″ N, 2° 09′ 29″ E / 42.124003°N,2.158081°E | bé d'interès cultural bé cultural d'interès nacional |                     | Modifica les dades a Wikidata |
|        | Corbatera                      | Sora            | nucli de població  |                                          | 42° 05′ 18″ N, 2° 09′ 21″ E / 42.0882474181339°N,2.15589933274362°E |                                                      |                     | Modifica les dades a Wikidata |
|        | Polígon industrial La Teuleria | Sora            | polígon industrial |                                          | 42° 06′ 06″ N, 2° 12′ 10″ E / 42.1016321555859°N,2.20265809068922°E |                                                      |                     | Modifica les dades a Wikidata |
|        | Pont de les Codines            | Montesquiu Sora | pont               | Estil: arquitectura popular 17th century | 42° 07′ 06″ N, 2° 11′ 43″ E / 42.1184°N,2.1952°E ca:Està situat al mateix límit del terme municipal de Montesquiu amb Sora. A la zona nord-oest del terme municipal, a la riera de Sora, sota la masia de les Codines. Dins els límits del Parc del Castell de Montesquiu. | bé integrant del patrimoni cultural català           |                     | Modifica les dades a Wikidata |
|        | casa consistorial de Sora      | Sora            | casa consistorial  |                                          | 42° 06′ 45″ N, 2° 09′ 39″ E / 42.11237185751069°N,2.160821485189977°E |                                                      |                     | Modifica les dades a Wikidata |